# Cézy
Cézy és un municipi francès, situat al departament del Yonne i a la regió de Borgonya - Franc Comtat. L'any 2007 tenia 1.100 habitants.

## Demografia

### Població
El 2007 la població de fet de Cézy era de 1.100 persones. Hi havia 490 famílies, de les quals 140 eren unipersonals (60 homes vivint sols i 80 dones vivint soles), 183 parelles sense fills, 119 parelles amb fills i 48 famílies monoparentals amb fills.
La població ha evolucionat segons el següent gràfic:
Habitants censats

### Habitatges
El 2007 hi havia 610 habitatges, 489 eren l'habitatge principal de la família, 82 eren segones residències i 39 estaven desocupats. 583 eren cases i 22 eren apartaments. Dels 489 habitatges principals, 394 estaven ocupats pels seus propietaris, 78 estaven llogats i ocupats pels llogaters i 18 estaven cedits a títol gratuït; 4 tenien una cambra, 37 en tenien dues, 95 en tenien tres, 140 en tenien quatre i 213 en tenien cinc o més. 327 habitatges disposaven pel capbaix d'una plaça de pàrquing. A 205 habitatges hi havia un automòbil i a 231 n'hi havia dos o més.

### Piràmide de població
La piràmide de població per edats i sexe el 2009 era:
| Homes | Edats   | Dones |
| ----- | ------- | ----- |
| 0     | 95 o +  | 0     |
| 0     | 90 a 94 | 4     |
| 16    | 85 a 89 | 12    |
| 12    | 80 a 84 | 28    |
| 20    | 75 a 79 | 24    |
| 20    | 70 a 74 | 24    |
| 24    | 65 a 69 | 40    |
| 32    | 60 a 64 | 36    |
| 32    | 55 a 59 | 8     |
| 28    | 50 a 54 | 48    |
| 28    | 45 a 49 | 28    |
| 36    | 40 a 44 | 44    |
| 48    | 35 a 39 | 40    |
| 48    | 30 a 34 | 20    |
| 40    | 25 a 29 | 52    |
| 12    | 20 a 24 | 12    |
| 44    | 15 a 19 | 20    |
| 20    | 10 a 14 | 32    |
| 28    | 5 a 9   | 24    |
| 24    | 0 a 4   | 12    |

## Economia
El 2007 la població en edat de treballar era de 692 persones, 497 eren actives i 195 eren inactives. De les 497 persones actives 459 estaven ocupades (238 homes i 221 dones) i 39 estaven aturades (18 homes i 21 dones). De les 195 persones inactives 100 estaven jubilades, 40 estaven estudiant i 55 estaven classificades com a «altres inactius».

### Ingressos
El 2009 a Cézy hi havia 483 unitats fiscals que integraven 1.096,5 persones, la mediana anual d'ingressos fiscals per persona era de 18.085 €.

### Activitats econòmiques
Dels 31 establiments que hi havia el 2007, 2 eren d'empreses extractives, 2 d'empreses alimentàries, 2 d'empreses de fabricació d'altres productes industrials, 3 d'empreses de construcció, 6 d'empreses de comerç i reparació d'automòbils, 2 d'empreses d'hostatgeria i restauració, 1 d'una empresa d'informació i comunicació, 2 d'empreses immobiliàries, 4 d'empreses de serveis, 3 d'entitats de l'administració pública i 4 d'empreses classificades com a «altres activitats de serveis».
Dels 5 establiments de servei als particulars que hi havia el 2009, 1 era un paleta, 1 fusteria, 2 perruqueries i 1 restaurant.
Dels 3 establiments comercials que hi havia el 2009, 1 era una botiga de menys de 120 m² i 2 carnisseries.
L'any 2000 a Cézy hi havia 6 explotacions agrícoles.

## Equipaments sanitaris i escolars
L'únic equipament sanitari que hi havia el 2009 era una farmàcia.
El 2009 hi havia una escola elemental.

## Poblacions més properes
El següent diagrama mostra les poblacions més properes.